# بدنایل
بدنایل (به عربی: بدنایل) یک منطقهٔ مسکونی در لبنان است که در شهرستان بعلبک واقع شده‌است. بدنایل ۱٬۰۵۰ متر بالاتر از سطح دریا واقع شده‌است.